# Achiel Denys
Achiel Denys (Roeselare, 10 april 1878 – Roeselare, 15 juli 1933) was een persoon die actief was in de Vlaamse beweging, vooral op cultureel vlak. Hij probeerde de radicale en gematigde strekkingen te verenigingen via de cultuur en in mindere mate de politiek. 

## Biografie
Achiel Denys was als student al actief in de Vlaamse studentenbeweging, ook toen hij zijn studies vroegtijdig stopzette. In zijn thuisstad engageerde Denys zich in de culturele en politieke verenigingen en werd in vele verenigingen bestuurslid. Deze waren hoofdzakelijk cultureel en/of Vlaamsgezind. Samen met Joseph Vanden Berghe zorgde hij ervoor dat alle afdelingen van de Katholieke Jonge Wacht in West-Vlaanderen in een gouw verbonden werden. Hij werd later voorzitter van dat gouwverbond. Politiek behoorde hij tot de katholieke partij, maar hij was achter de schermen actief, onder meer als secretaris.
Na de Eerste Wereldoorlog liet Denys de politiek achterwege. Met de steun van de bisschop richtte hij het Katholiek Vlaamsch Verbond opnieuw op in West-Vlaanderen, waar de Vlaamse stromingen elkaar moesten ontmoeten. Belangrijk is zijn werk voor het Davidsfonds in West-Vlaanderen. Hij werd gouwvoorzitter en lid van het hoofdbestuur. Hij zette zich in voor de uitbreiding van de beweging in de provincie. Hij had een bijzondere interesse voor het volksleven en volksverhalen. Onder het pseudoniem 'Nonkel Sarel' schreef hij daarover verschillende bijdragen in de krant 'De Stem uit het Vaderland'. Hij streed voor de Vlaamse belangen en vooral tegen hen die daartegen waren, zelfs tegen katholieke politici. Zijn acties leidden ertoe dat zijn verstandhouding met de geestelijke overheid snel vertroebelde. Hij stopte dan ook met zijn bijdragen in die krant.
Denys was actief bij de heropleving van de volksalmanak 't Manneke uit de Mane. Hij ijverde voor de oprichting van een Katholieke Vlaamsgezinde Volkspartij. In 1925 wilde hij met enkele andere Vlaamsgezinden de Vlaams-nationalisten met de katholieke werklieden te verenigen om samen naar de parlementsverkiezingen te gaan. In zijn thuisstad was hij de spilfiguur van de Vlaamse beweging, zowel bij de gematigden als radicalen. Zijn zoon Willem Denys en dochter Lieve Denys zetten zijn werk voor de Vlaamse beweging verder. Willem Denys zou zich nog meer toeleggen op de volksliteratuur. Bij zijn begrafenis zou Joseph Vanden Berghe de lijkrede uitspreken.
Achiel Denys kreeg in het begin van de 21ste eeuw een straatnaam in Roeselare, de 'Achiel Denysstraat'.

## Bron
- Gaston DURNEZ. Nieuwe Encyclopedie van de Vlaamse Beweging. Tielt, 1998. Deel I, 913-914